# Fontes Christiani
Fontes Christiani (Christliche Quellentexte) ist eine Buchreihe, worin wichtige christliche Quellentexte aus Antike und Mittelalter erschlossen werden. Die Texte werden jeweils zweisprachig – im Originaltext und in der deutschen Übersetzung – veröffentlicht. Einige Übersetzungen erschienen zum ersten Mal in deutscher Sprache (etwa das Speculum virginum). Die Reihe erscheint seit 1990.
Die erschienenen Texte decken ein breites Spektrum von Autoren ab, darunter Irenäus von Lyon, Tertullian, Origenes, Aphrahat, Gregor von Nazianz, Ambrosius von Mailand, Gregor von Nyssa, Theodor von Mopsuestia, Cassiodor, Johannes Philoponos, Petrus Abaelardus, Rupert von Deutz, Caesarius von Heisterbach und andere.

## Herausgeber und Verlag
Zu ihren Herausgebern zählten zu Beginn Norbert Brox† (Regensburg), Siegmar Döpp (Göttingen), Wilhelm Geerlings† (geschäftsführend, Bochum), Gisbert Greshake (Freiburg), Rainer Ilgner† (Bonn) und Rudolf Schieffer† (München), später auch Franz Dünzl† (Würzburg). Seit einigen Jahren sind folgende Professoren Herausgeber der FC: Marc-Aeilko Aris (geschäftsführend, München), Martina Giese (Würzburg), Peter Gemeinhardt (Göttingen), Roland Kany (München), Isabelle Mandrella (München), Andreas Schwab (Kiel), Martin Wallraff (München).  Für die Herausgabe verantwortlich ist der Verein zur Förderung der „Fontes Christiani“ e. V., Fontes Christiani Institut, bis 2009 Ruhr-Universität Bochum, seit 2010 LMU München. Im Jahre 2010 zog die Redaktion der Fontes Christiani von der Universität Bochum zur Universität München um.
Die Fontes Christiani sind in bislang fünf Reihen erschienen, wobei die Bände der ersten beiden Reihen im Verlag Herder, die der dritten Reihe im Verlag Brepols (Turnhout) und die der vierten und fünften Reihe wieder bei Herder erschienen sind. Die dritte Reihe umfasst die Bände 41–49, 54, 57, 60–61, 64, 70, 73, 75–76, 79–83 sowie 85–86.
Einige Bände erscheinen in mehreren Teilbänden mit je eigenen ISBN; auch kartonierte und gebundene Ausgaben haben abweichende ISBN.
Als Sonderausgaben erschienen 2014 die Legenda aurea des Jacobus de Voragine, 2024 die Sentenzen des Petrus Lombardus.

## Übersicht
- 1 Zwölf-Apostel-Lehre, übers. von Georg Schöllgen / Apostolische Überlieferung, übers. von Wilhelm Geerlings
- 2 Origenes, Römerbriefkommentar, übers. von Theresia Heither, 6 Bde.
- 3 Ambrosius von Mailand, Über die Sakramente / Über die Mysterien, übers. von Josef Schmitz
- 4 Origenes, Homilien zum Lukasevangelium, übers. von Hermann Josef Sieben, 2 Bde.
- 5 Aphrahat, Unterweisungen, übers. von Peter Bruns, 2 Bde.
- 6 Johannes Chrysostomus, Taufkatechesen, übers. von Reiner Kaczynski, 2 Bde.
- 7 Cyrill von Jerusalem, Mystagogische Katechesen, übers. von Georg Röwekamp
- 8 Irenäus, Darlegung der apostolischen Verkündigung / Gegen die Häresien, übers. von Norbert Brox, 5 Bde.
- 9 Augustinus, Über den Nutzen des Glaubens, übers. von Andreas Hoffmann
- 10 Bruno/Guigo/Antelm, Frühe Kartäuserbriefe, übers. von Gisbert Greshake
- 11 Die Lebensordnung des Regularkanonikerstiftes Klosterrath, hrsg. von Stefan Weinfurter, übers. von Helmut Deutz, 2 Bde.
- 12 Basilius von Cäsarea, Über den Heiligen Geist, übers. von Hermann Josef Sieben
- 13 Anselm von Canterbury, Freiheitsschriften, übers. von Hansjürgen Verweyen
- 14 Bonaventura, Über den dreifachen Weg, übers. von Marianne Schlosser
- 15 Clemens von Rom, Brief an die Korinther, übers. von Gerhard Schneider
- 16 Gregor von Nyssa, Homilien zum Hohenlied, übers. von Franz Dünzl, 3 Bde.
- 17 Theodor von Mopsuestia, Katechetische Homilien, übers. von Peter Bruns, 2 Bde.
- 18 Apokryphe Kindheitsevangelien, übers. von Gerhard Schneider
- 19 Oden Salomos, übers. von Michael Lattke
- 20 Egeria, Pilgerbericht, übers. von Georg Röwekamp
- 21 Agnellus, Bischofsbuch, übers. von Claudia Nauerth, 2 Bde.
- 22 Gregor von Nazianz, Theologische Reden, übers. von Hermann Josef Sieben
- 23 Johannes Philoponos, Über die Erschaffung der Welt, übers. von Clemens Scholten, 3 Bde.
- 24 Gregor der Wundertäter, Dankrede an Origenes, übers. von Peter Guyot, eingel. von Richard Klein
- 25 Paulinus von Nola, Briefe, übers. von Matthias Skeb OSB, 3 Bde.
- 26 Abaelard, Römerbriefkommentar, übers. von Rolf Peppermüller
- 27 Hugo von St. Viktor, Studienbuch, übers. von Thilo Offergeld
- 28 Gregor der Große, Evangelienhomilien, übers. von Michael Fiedrowicz, 2 Bde.
- 29 Leben der heiligen Hildegard von Bingen / Kanonisation der heiligen Hildegard, übers. von Monika Klaes
- 30 Jungfrauenspiegel, übers. von Jutta Seyfarth, 4 Bde.
- 33 Rupert von Deutz, Der Gottesdienst der Kirche, übers. von Helmut und Ilse Deutz, 4 Bde.
- 34 Tertullian, Gegen Praxeas (mit Hippolytos, Contra Noetum), übers. von Hermann Josef Sieben
- 37 Dorotheus von Gaza, Die geistliche Lehre, übers. von Judith Pauli, 2 Bde.
- 38 Phoebadius von Agen, Streitschrift gegen die Arianer, übers. von Jörg Ulrich
- 39 Cassiodor, Einführung in die geistlichen und weltlichen Wissenschaften, übers. von Wolfgang Bürsgens
- 40 Beda Venerabilis, Jakobuskommentar, übers. von Matthias Karsten
- 41 Augustinus / Hieronymus, Briefwechsel, übers. von Alfons Fürst
- 42 Tertullian, Vom prinzipiellen Einspruch gegen die Häretiker, übers. von Dietrich Schleyer
- 43 Laktanz, Die Todesarten der Verfolger, übers. von Alfons Städele
- 44 Abaelard, Scito te ipsum – Erkenne dich selbst, übers. von Rainer Ilgner
- 45 Die Abgarlegende / Das Christusbild von Edessa, übers von Martin Illert
- 46 Alexander Monachus, Lobrede auf Barnabas, übers. von Bernd Kollmann und Werner Deuse
- 47 Ambrosius von Mailand, Über den Glauben [an Gratian], übers. von Christoph Markschies, 3 Bde.
- 48 Ambrosius von Mailand, Über Isaak oder die Seele, übers. von Ernst Dassmann
- 49 Anonymus von Cyzicus, Kirchengeschichte, übers. von Günther Christian Hansen
- 50 Origenes, Contra Celsum – Gegen Celsus, übers. von Claudia Barthold, eingel. und komm. von Michael Fiedrowicz
- 51 Evagrius Ponticus, Der Mönchsspiegel. Der Nonnenspiegel. Ermahnung an Mönche, übers. von Christoph Joest
- 52 Isaak von Stella, Predigten, übers. von Wolfgang Gottfried Buchmüller OCist und Bernhard Kohout-Berghammer OCist, 3 Bde.
- 53 Marcus Diaconus, Leben des heiligen Porphyrius, übers. von Adelheid Hübner
- 54 Ephraem der Syrer, Kommentar zum Diatessaron, übers. von Christian Lange, 2 Bde.
- 55 Konstantin, Rede an die Versammlung der Heiligen, übers. von Klaus Martin Girardet
- 56 Optatus von Mileve, Gegen den Donatisten Parmenianus, übers. von Hermann Josef Sieben
- 57 Evagrius Scholasticus, Kirchengeschichte, übers. von Adelheid Hübner, 2 Bde.
- 58 Die ältesten Papstbriefe, übers. von Hermann Josef Sieben, 3 Bde.
- 59 Albertus Magnus, Über die mystische Theologie des Dionysius, übers. von Maria Burger
- 60 Hieronymus, Kommentar zu dem Propheten Jona, übers. von Siegfried Risse
- 61 Hrabanus Maurus, Über die Unterweisung der Geistlichen, übers. von Detlev Zimpel, 2 Bde.
- 62 Tertullian, Verteidigung des christlichen Glaubens, übers. von Tobias Georges
- 63 Tertullian, Gegen Marcion, übers. von Volker Lukas, 4 Bde.
- 64 Johannes Philoponos, Über die Ewigkeit der Welt, übers. von Clemens Scholten, 5 Bde.
- 65 Pelagius, Brief an Demetrias, übers. von Gisbert Greshake
- 66 Maximus Confessor, Zwei Centurien über die Gotteserkenntnis, übers. von Andreas Wollbold
- 68 Eusebius von Caesarea, Onomastikon der biblischen Ortsnamen, übers. von Georg Röwekamp
- 69 Athanasius, Leben des Antonius, übers. von Peter Gemeinhardt
- 70 Rupert von Deutz, Hoheliedkommentar, übers. von Helmut und Ilse Deutz, 2 Bde.
- 71 Claudius Marius Victorius, Wahrheit, übers. von Thomas Kuhn-Treichel
- 72 Barnabasbrief und An Diognet, übers. von Horacio E. Lona
- 73 Sozomenos, Kirchengeschichte, hrsg. von Günther Christian Hansen, 4 Bde.
- 74 Marcus von Regensburg, Vision des Tnugdal, übers. von Hans-Christian Lehner und Maximilian Nix
- 75 Tertullian, Gegen die Juden, übers. von Regina Hauses
- 76 Tertullian, Von der Taufe / Vom Gebet, übers. von Dietrich Schleyer
- 77 Guibert von Nogent, Bekenntnisse, übers. von Reinhold Kaiser und Anne Liebe, 2 Bde.
- 78 Didymus der Blinde, Über den Heiligen Geist, übers. von Hermann Josef Sieben
- 79 Hieronymus, Anmerkungen zum Psalter, übers. von Siegfried Risse
- 80 Pamphilos von Caesarea, Apologie für Origenes, übers. von Georg Röwekamp
- 81 Ambrosius von Mailand, Über die Jungfrauen, übers. von Peter Dückers
- 82 Das Konzil Quinisextum, übers. von Heinz Ohme
- 83 Eusebius von Caesarea, Über das Leben Konstantins, übers. von Horst Schneider, eingel. von Bruno Bleckmann
- 84 Tertullian, Gegen die Valentinianer und Über den Leib Christi, übers. von Volker Lukas
- 85 Prudentius, Gegen Symmachus, übers. von Hermann Tränkle
- 86 Caesarius von Heisterbach, Dialogus miraculorum – Dialog über die Wunder, übers. von Nikolaus Nösges und Horst Schneider, eingel. von Horst Schneider
- 87 Eine Religionskonferenz in Persien, übers. von Katharina Heyden
- 88 Maximus Confessor, Capita de Caritate – Vier Centurien über die Liebe, übers. von Andreas Wollbold
- 89 Eusebius von Caesarea, Lobrede auf Konstantin und Über den Logos Gottes, übers. von Horst Philipp Schneider
- 90 Palladius von Helenopolis, Dialog über das Leben des Johannes Chrysostomus, übers. von Adelheid Hübner
- 91 Justin der Martyrer, Apologien, übers. von Jörg Ulrich
- 92 Tertullian, Gegen Hermogenes, übers. von Volker Lukas
- 93 Pseudo Basilius von Seleukia, Leben und Wunder der heiligen Thekla, übers. von Burghard Schröder
- 94 Die Seereise des heiligen Brendan, übers. von Katja Weidner
- 95 Isidor von Sevilla, Über den Ursprung der kirchlichen Ämter, übers. von Gerd Kampers
- 96 Märtyrerlegenden der Stadt Rom, übers. von Hans Reinhard Seeliger und Wolfgang Wischmeyer, 2 Bde.
- 97 Liber pontificalis. Das Buch der Päpste, übers. von Ingemar König, 2 Bde.
- 98 Cyprian, Über die Abgefallenen und Über die Einheit der katholischen Kirche, übers. von Christian Hornung.
- 99 Gregor von Nazianz, Konstantinopler Reden (Orationes 32–37), übers. von Christoph Hartmann.
- 100 Methodios von Olympus, Symposium über die Jungfräulichkeit, übers. von Janina Sieber.